# Teehäuschen (Bad Säckingen)

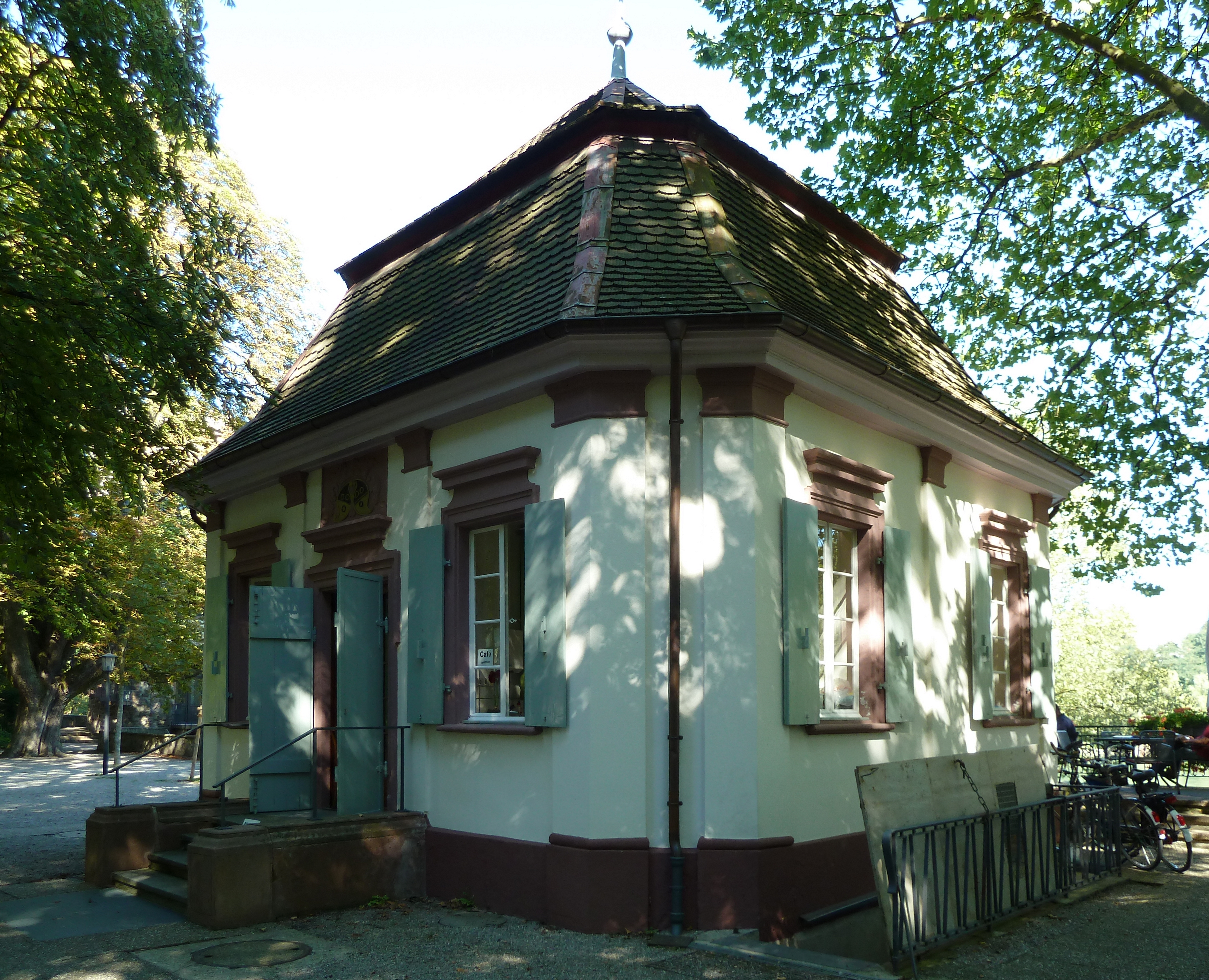
Ansicht gen Norden

Beim Teehäuschen in Bad Säckingen handelt es sich um einen kleinen Gartenpavillon  (Teehaus) im Park des ehemaligen Schlosses Schönau.
Es wurde um 1720 (in Frage kommen die Jahre 1714 bis 1722) als Teil der Anlage um das Schloss Schönau erstellt. Auftraggeber für den Pavillon war Freiherr Johann Franz Josef Otto von Schönau-Oeschgen, der die barocke Gesamtanlage mit einem Garten im französischen Stil vollenden ließ. Über dem Eingang zum Teehäuschen befindet sich eine Variante des Wappens der Herren von Schönau-Oeschgen.
Die Fresken an der Decke stammen von dem Tessiner Maler Francesco Antonio Giorgioli, der 1715/16 und 1721/22 Bilder für das Fridolinsmünster in Bad Säckingen schuf. Sie stellen Themen der antiken Mythologie dar. Joseph Victor von Scheffel beschrieb die Fresken noch, anschließend wurden sie übertüncht und erst 1948/49 durch Gustav Henselmann freigelegt.
Das Teehäuschen beherbergt in den Sommermonaten das Schlosspark-Café mit Terrasse.

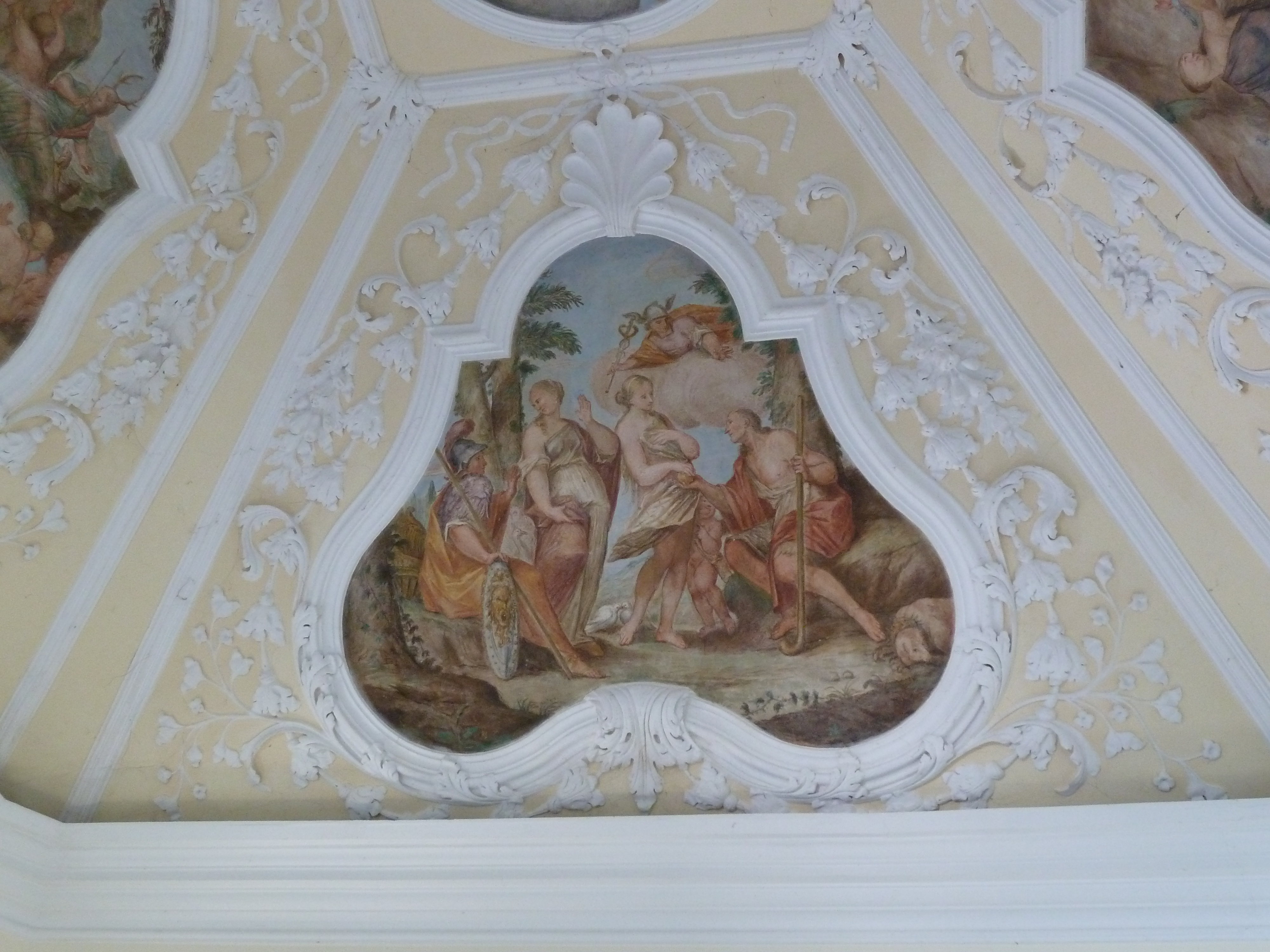
Deckenfresko: Urteil des Paris
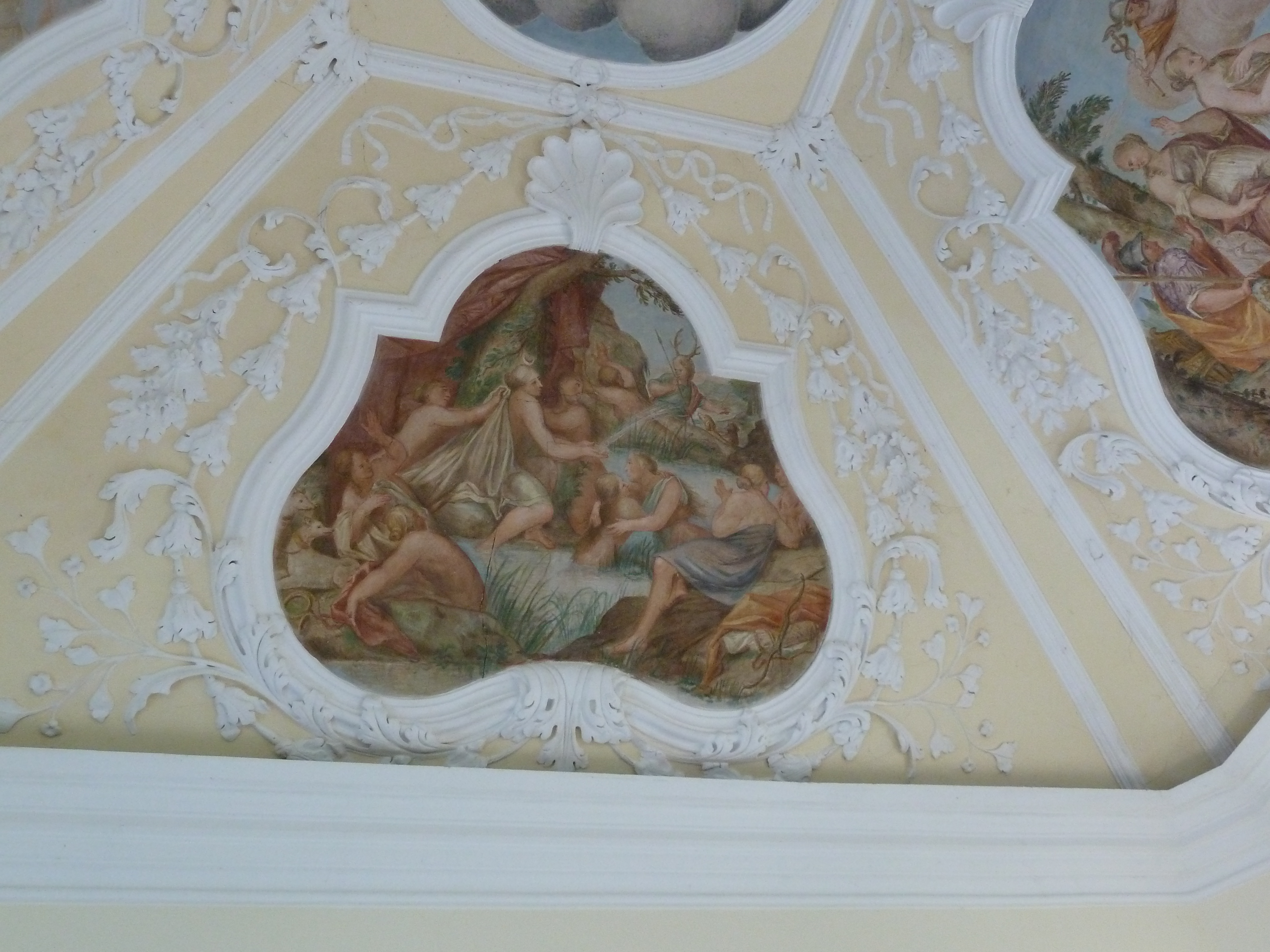
Deckenfresko: Diana und Aktaion
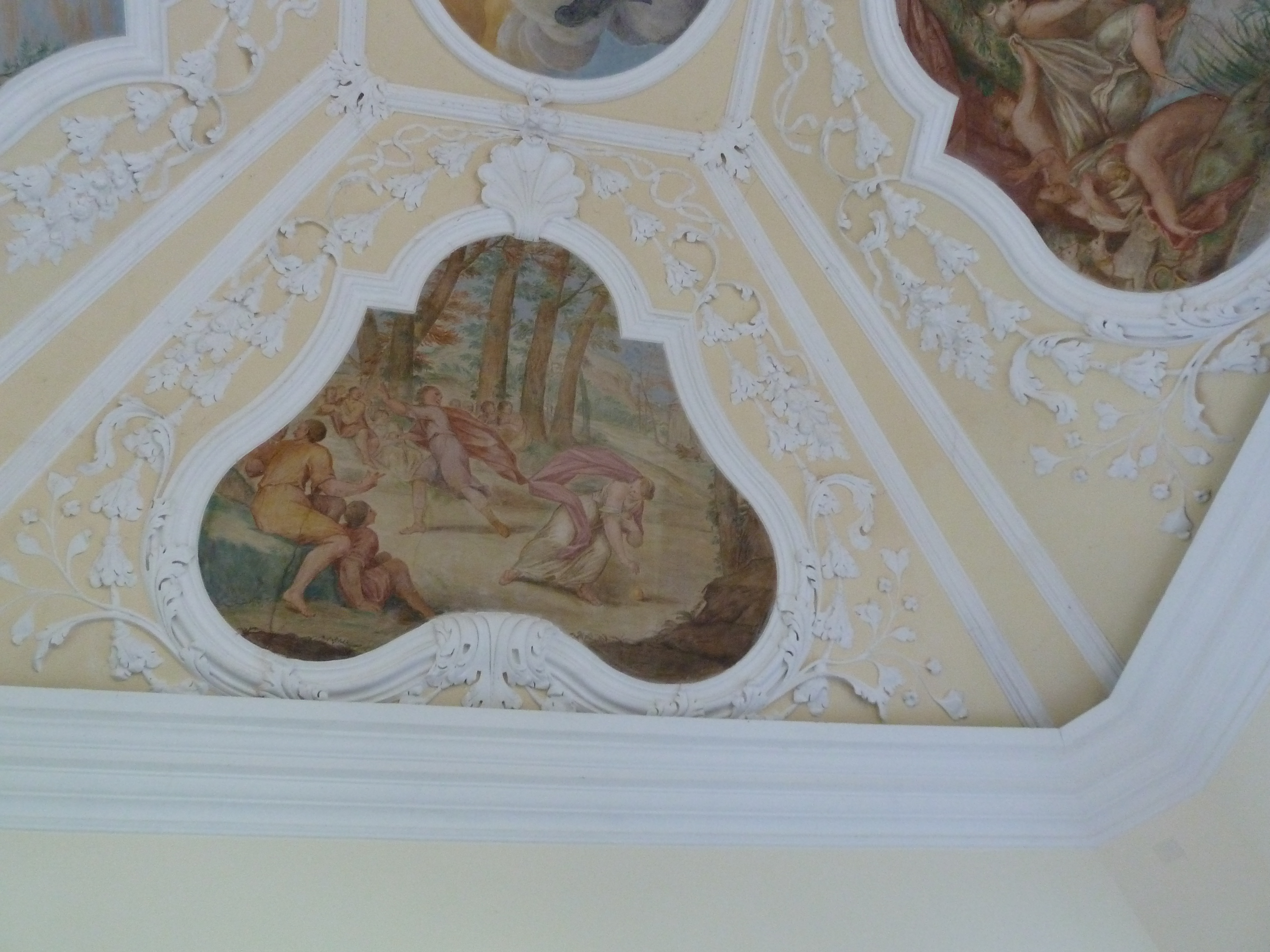
Deckenfresko: Atalante und Hippomenes
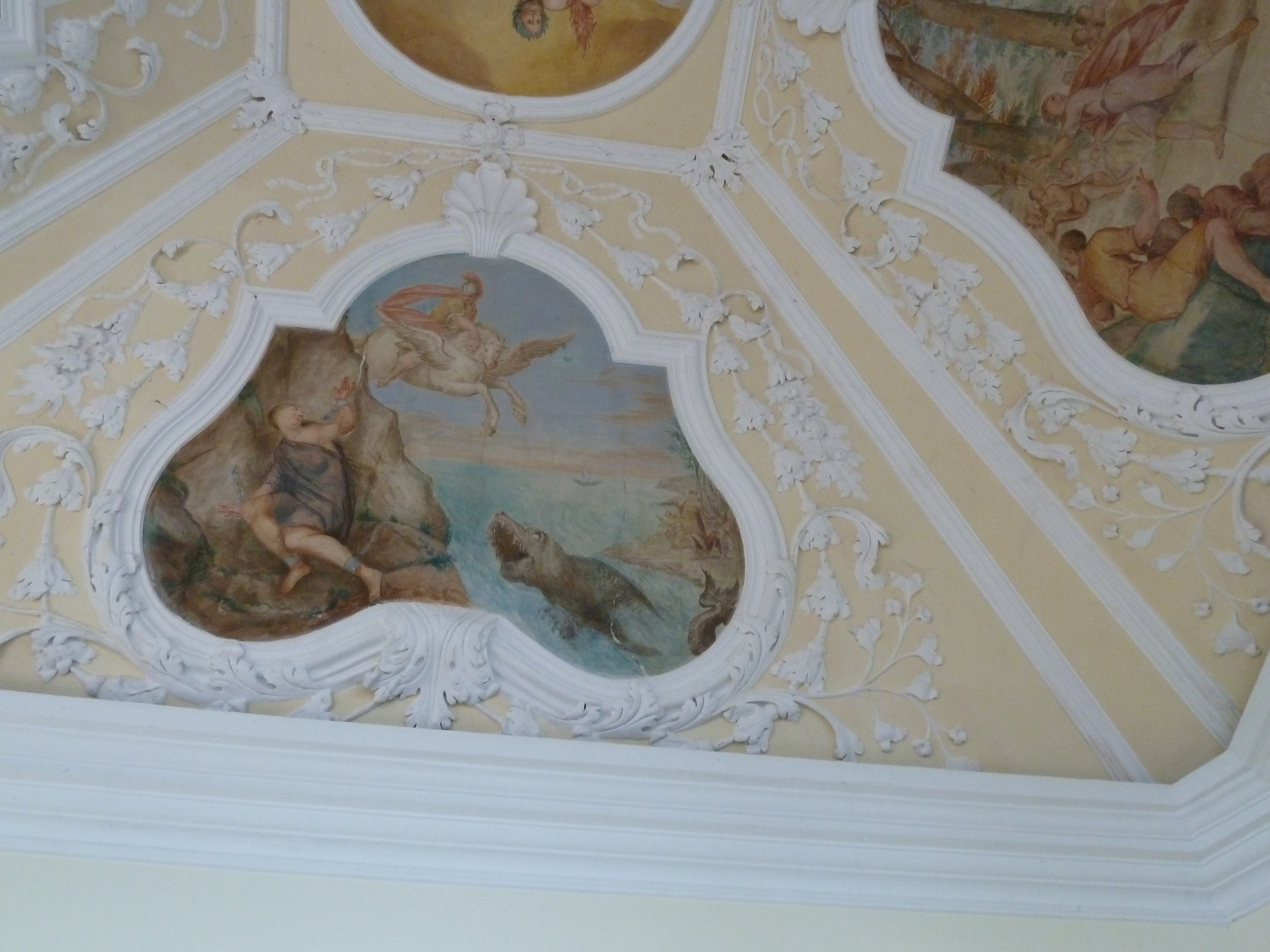
Deckenfresko: Perseus und Andromeda
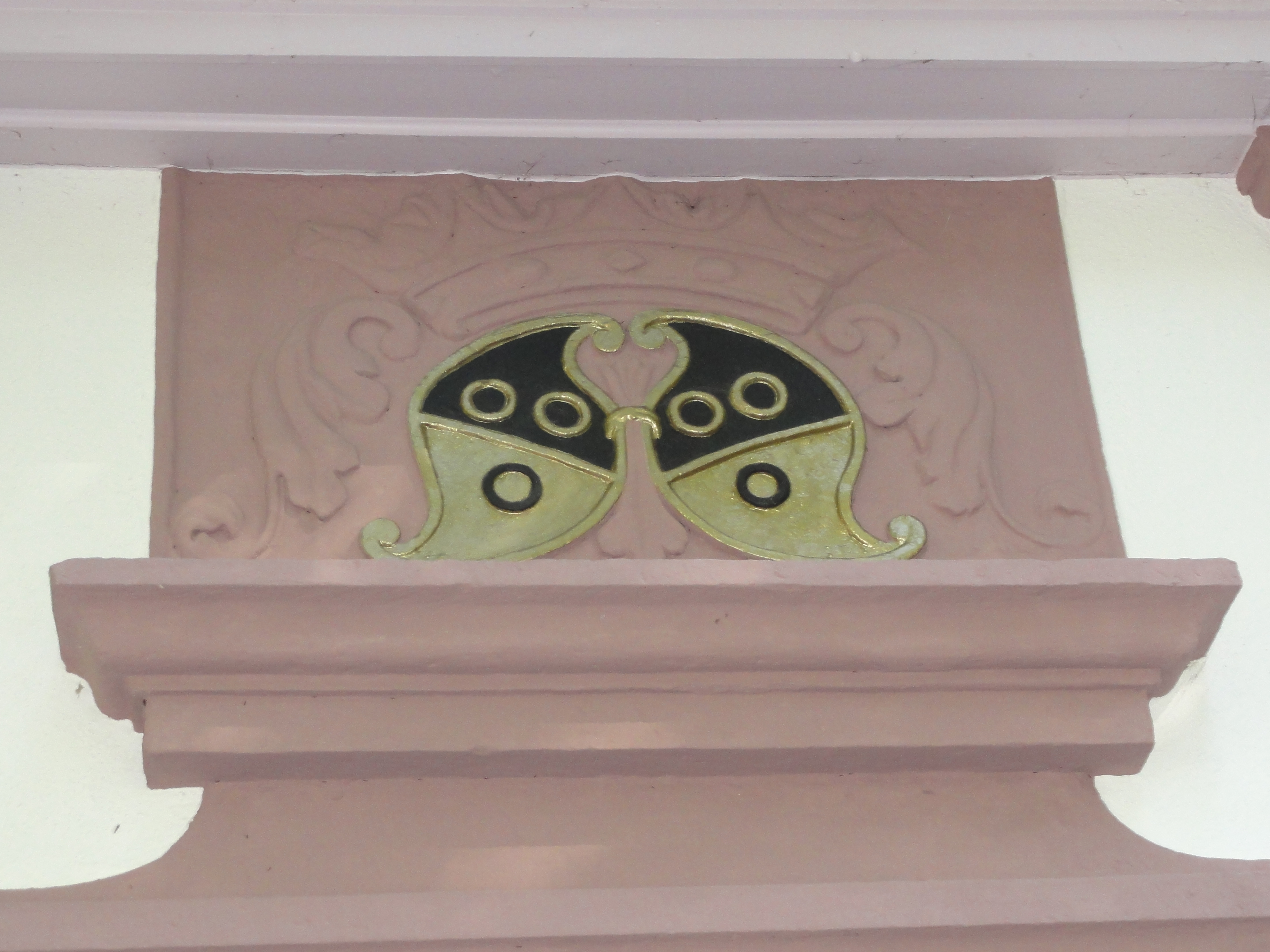
Wappen der Familie Schönau-Oeschgen am Teehäuschen